# Nad Sołą i Koszarawą

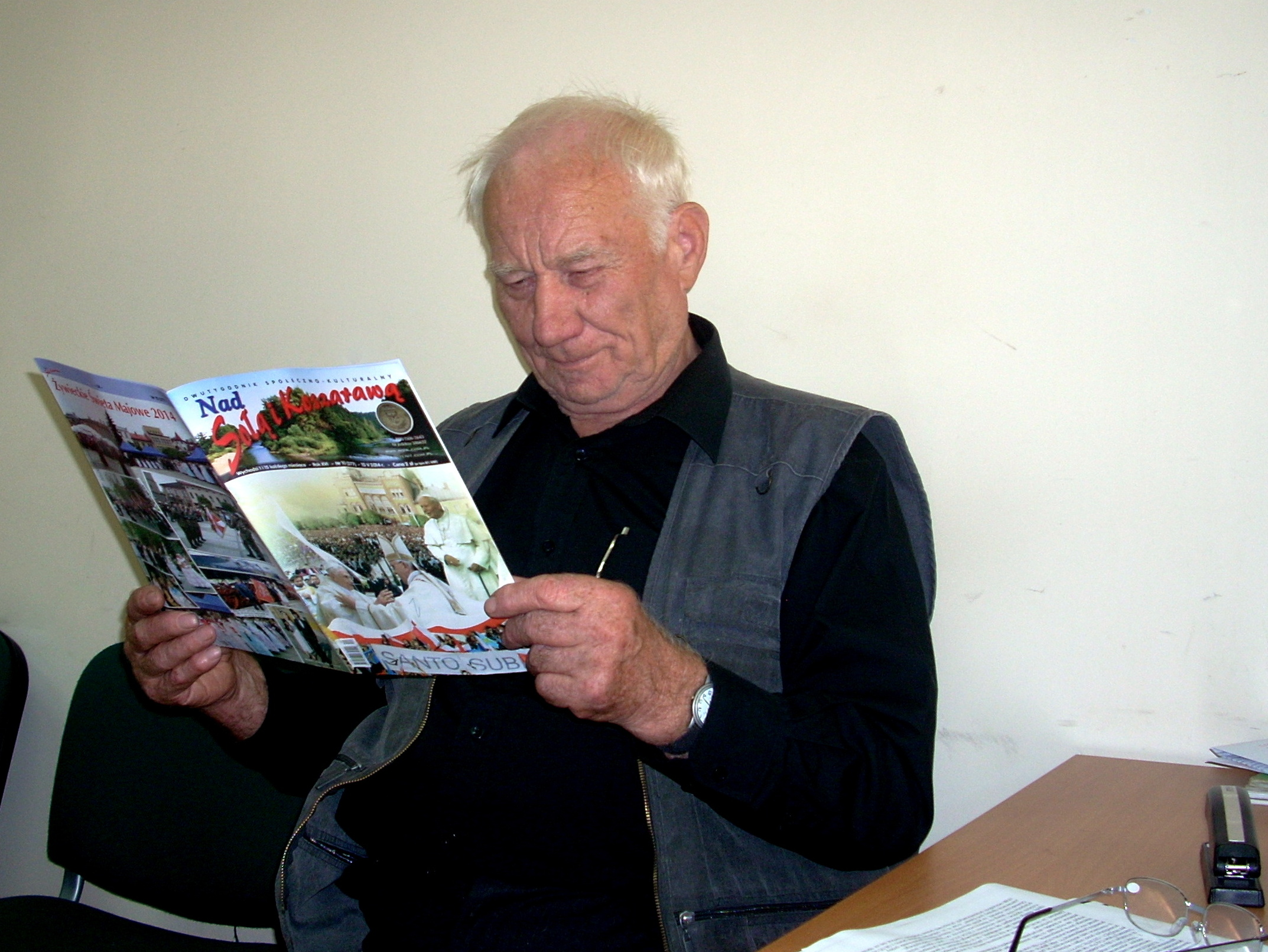
Hieronim Woźniak, redaktor naczelny, 5 czerwca 2014

Nad Sołą i Koszarawą – czasopismo regionalne (dwutygodnik społeczno-kulturalny Żywiecczyzny), utworzone w 1998 roku.

## Historia i znaczenie

### Historia
Założycielami (grupa inicjatywna) gazety byli: Antoni Matlakiewicz, Kazimierz Semik, Hieronim Woźniak (objął funkcję redaktora naczelnego) oraz Karol Gąsior.
Pierwszy numer ukazał się 15 września 1998 roku. „Nad Sołą i Koszarawą” to kolorowy (w całości) dwutygodnik bogato ilustrowany. Winieta tytułowa (autor Artur Wąsek) bazuje na fotografii zbiegu rzek Koszarawy oraz Soły – od 15 lat nie zmieniona (w 2008 roku została uzupełniona wizerunkiem medalu „Za zasługi dla Województwa Śląskiego”).
Pismo (objętość 24 strony) ukazuje się regularnie 1 i 15 każdego miesiąca. Nieomal od początku (24. numer) gazeta w wersji elektronicznej dostępna jest na stronie internetowej. Do lipca 2023 roku ukazały się 553 numery „Nad Sołą i Koszarawą”.
W 2018 roku odbył się jubileusz gazety, a o jej znaczeniu dla miasta wypowiadał się burmistrz Żywca Antoni Szlagor.

### Znaczenie dla regionu
Niezwiązane z żadnym ugrupowaniem politycznym pismo w swojej treści porusza tematy dotyczące Żywca oraz całej ziemi żywieckiej – nie stroni od historii, ale kreuje współczesny wizerunek miasta i powiatu. Na bieżąco informuje o dokonaniach władz miasta i powiatu żywieckiego, działaniu samorządów, organizacji społecznych, aktywnych mieszkańców Żywiecczyzny we wszystkich dziedzinach – zwłaszcza kulturalnych, sportowych, naukowych, turystycznych, promujących region. Nie stroni od różnych informacji krajowych, europejskich – niekiedy z całego świata. Jednak najważniejsze są wydarzenia dotyczące regionu.

### Działalność wydawnicza i inna
Czytelnicy „Nad Sołą i Koszarawą” mogli wziąć udział w ogłaszanych konkursach (np. fotograficzny: „Piękna jesteś Ziemio Żywiecka”) i uczestniczyć w plebiscycie na zasłużonych dla Żywiecczyzny.
Z inspiracji redakcji pisma wydano drukiem następujące pozycje: Żywiecczyzna na dawnych pocztówkach (wyd. albumowe, M. Kubica, J. Puda), Życiorysy na Żywiecczyźnie pisane (praca zbiorowa).

## Redakcja
Barbara Fryś-Dzikowska – redaktor naczelny, Teresa Cimała (prezes Stowarzyszenia „Paramus”), Karol Gąsior, Jan Łuczak, Kazimierz Moskal, Jerzy Talik, Hieronim Woźniak, Barbara Czub, Jan Szupina (kolegium redakcyjne) i inni.
Gazeta jest samofinansująca się – kolegium redakcyjne redaguje pismo społecznie.

## Stałe działy oraz cykle tematyczne gazety[8]
- Prosto z mostu (cykl felietonów)
- Ludzkie pasje (wywiady-rozmowy z ciekawymi regionalistami-pasjonatami)
- Czy wiecie że (Hieronim Woźniak)
- Wydarzyło się w Żywcu (Tomasz Terteka: bieżące informacje z Żywca)
- Życiorysy na Żywiecczyźnie pisane
- Sport i turystyka
- Made in MCK (propozycje Miejskiego Centrum Kultury w Żywcu)
- Listy do redakcji
- Cudze chwalicie, swoich nie znacie, czyli foto-alfabet Żywczaków[9]